# Матвеев, Даниил
Дании́л Матве́ев (1687—1776) — старообрядческий богослов, писатель и иконописец. Принадлежал к Поморскому согласию.

## Биография
Даниил Матвеев родился в семье иконописца в Каргополе. Братья Иван и Никита также были иконописцами. Пришёл в Выговскую пустынь в 1-е десятилетие XVIII в. (источники сообщают разные даты в пределах 1700-х гг.) вместе с братьями Иваном и Никитой, престарелой матерью и сестрой. Его духовным отцом был первый уставщик общежительства Пётр Прокопьев. Матвеев довольно быстро стал одним из ближайших помощников киновиарха Андрея Денисова и вошёл в число соборной братии. Потомственный иконописец, Даниил Матвеев принял активное участие в написании икон для обустраивающегося общежительства (10-е гг. XVIII в.) и позже, при строительстве новых часовен и восстановлении после пожаров старых. Литературному мастерству обучался у А. Денисова. Матвеев помнил устные предания о пострадавших в тех краях старообрядцах и помогал Семёну Денисову при написании соответствующих глав «Винограда Российского» (1730-1733). В 1740 г. киновиарх С. Денисов перед смертью завещал, чтобы Матвеев «ведал» духовными делами пустыни; эти обязанности сохранялись за ним на протяжении 35 лет, до самой смерти, при настоятелях Мануиле Петрове (1744-1759) и Никифоре Семёнове (1759-1775). Даниил Матвеев принимал участие в переписке выговских настоятелей с уральским горнозаводчиком А. Н. Демидовым в начале 40-х гг. XVIII в., когда общежительству особенно требовалось высокое покровительство; в 1741 г. он написал слово на день тезоименитства Демидова. Матвеев был последним из учеников братьев Денисовых и прямым их духовным наследником. Произнесённое Козмой Ивановым на похоронах Даниила Матвеева надгробное слово являлось прощанием с прежним Выгом.

## Произведения
Известны 18 его сочинений, в том числе "О трисоставном Христовом кресте и двучастном латинском крыже", "Показательное списание Скрижали, Жезла и Увета", "О богомолии за внешних владык мира", "Слово о мудром обращении христиан со внешними во всех церковных отношениях", "Обличение феодосиан о ложной их клевете на поморян", многочисленные послания, в частности российской императрице Елизавете Петровне (1742 год) и великому князю Петру Фёдоровичу (1744 год). В своих сочинениях выступал против федосеевцев, доказывал невозможность и излишество для старообрядцев брака в "антихристово время". Иконописное наследие Матвеева, согласно письменным источникам, было велико. Однако ныне известна лишь одна подписанная его именем икона - «Святой Андрей Стратилат» (1711 год), небесный покровитель А. Денисова.